# Monastère d'Agapia
Le monastère d'Agapia (Mănăstirea Agapia Nouă en roumain pour le distinguer de l'ermitage Schitul Agapia Veche) est un monastère orthodoxe situé dans la commune d'Agapia, dans le Județ de Neamț, en Roumanie, à 9 km au sud-ouest de Târgu Neamț et à 40 km au nord de Piatra Neamț. C'est une importante communauté religieuse et l'un des monastères de la Moldavie septentrionale. Il est en fait composé de deux monastères.
▪ Le premier est Agapia din Vale (Monastère dans la vallée) ou Agapia Nouă et se situe au bout du village d'Agapia.
Construit par l'architecte Ionasc Ctisi, probablement originaire de Constantinople sur les ordres du voïvode Basile le Loup (Vasile Lupu) entre 1642 et 1647, il fut consacré en présence du voïvode lui-même et du métropolite de Moldavie, Varlaam Moțoc. Le monastère fut incendié par les Ottomans en 1821. Reconstruit en 1823, sa façade néoclassique actuelle date des rénovations réalisées entre 1882 et 1903. L'église consacrée aux Saints Archanges Michel et Gabriel possède des fresques exécutées entre 1858 et 1861 par Nicolae Grigorescu, alors qu'il avait entre 18 et 21 ans.
Au milieu du XIXe siècle, les moines furent remplacés par des nonnes.
▪ Le second monastère est Agapia din Deal (Monastère sur la colline) - également appelé Agapia Veche (Vieux monastère) - et se situe en pleine forêt à 2,2 km du monastère principal.
Il fut fondé par la princesse Maria, la première épouse de Petru Rares, en 1527, et il est aujourd'hui habité par des religieuses. La particularité de son église Saint Jean Bogoslov (Sf. Ioan Bogoslov) est d'être en bois.

## Architecture
Le monastère possède plusieurs ensembles classés parmi les monuments historiques de Roumanie :
- l'église des Saints Voïvodes du XVIIe siècle ;
- la chapelle de la Naissance de la Vierge de 1864 ;
- l'église en bois St-Jean de 1821 ;
- les cellules des moines des XIXe siècle et XXe siècle ;
- les murs d'enceinte des XIXe siècle et XXe siècle ;
- la tour-clocher de 1823 ;
- l'église en bois de la Dormition de la Vierge de 1780.

## Galerie de photographies

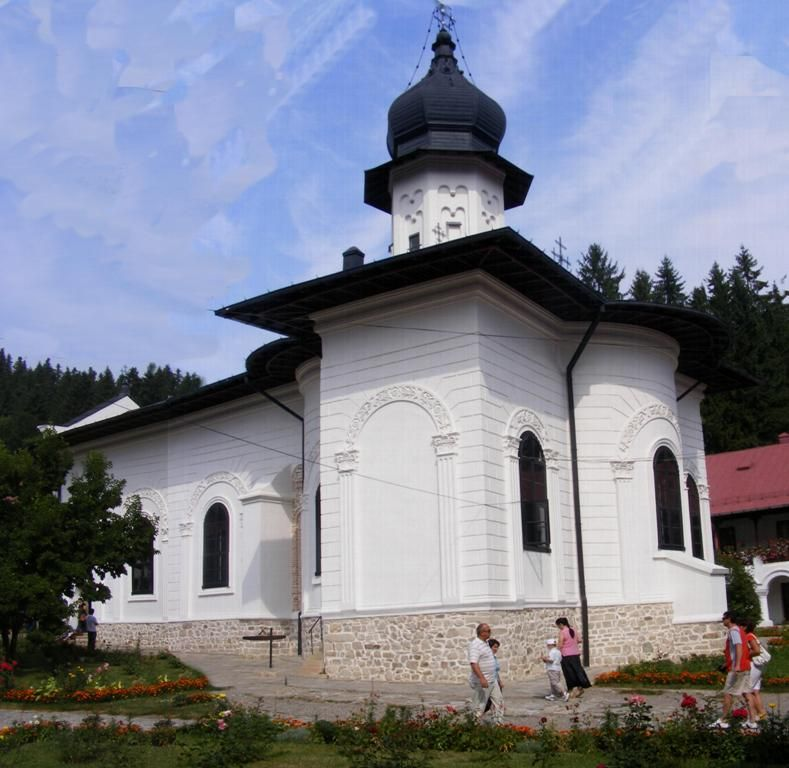
L'église principale du monastère
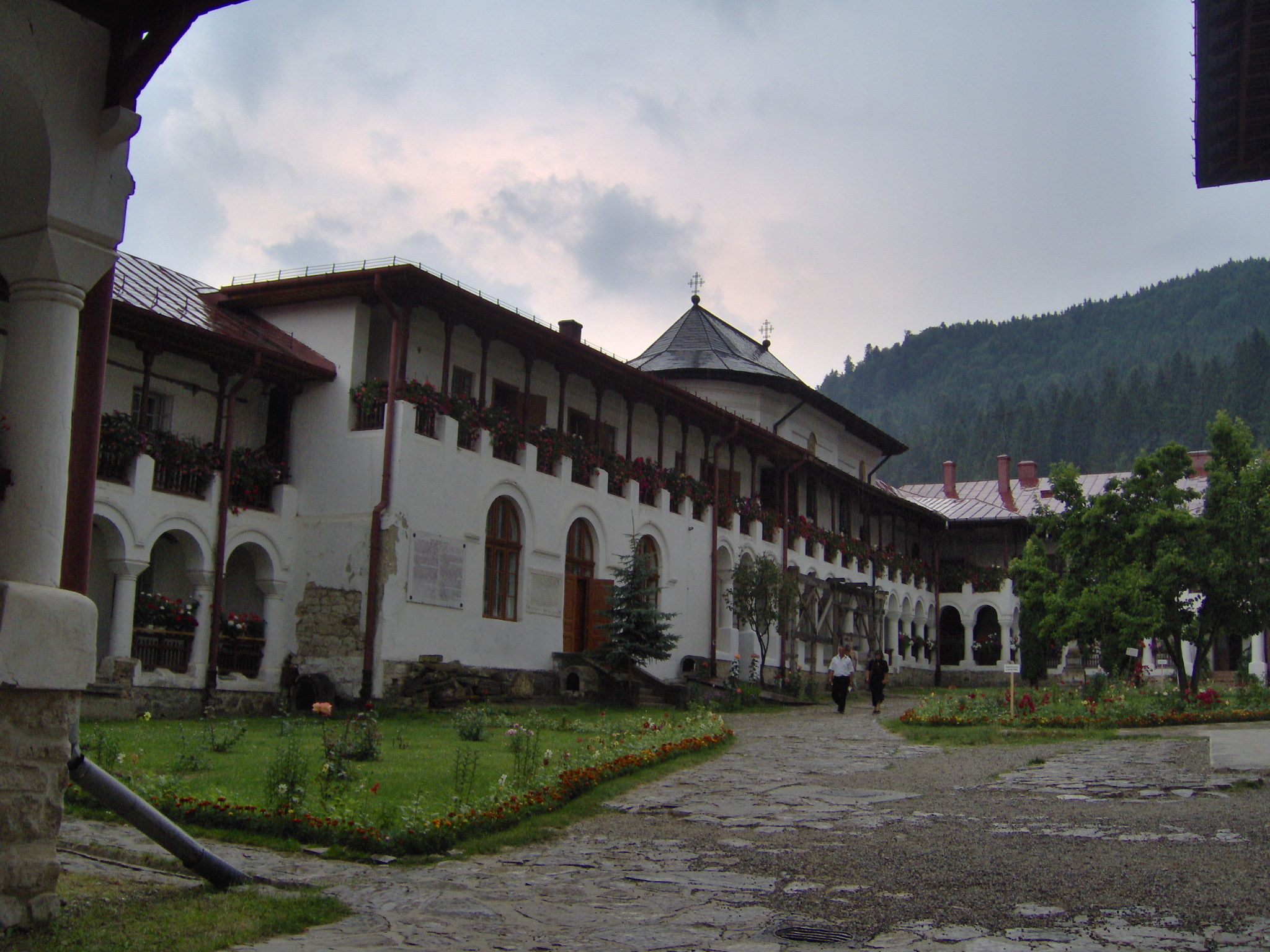
La cour du monastère
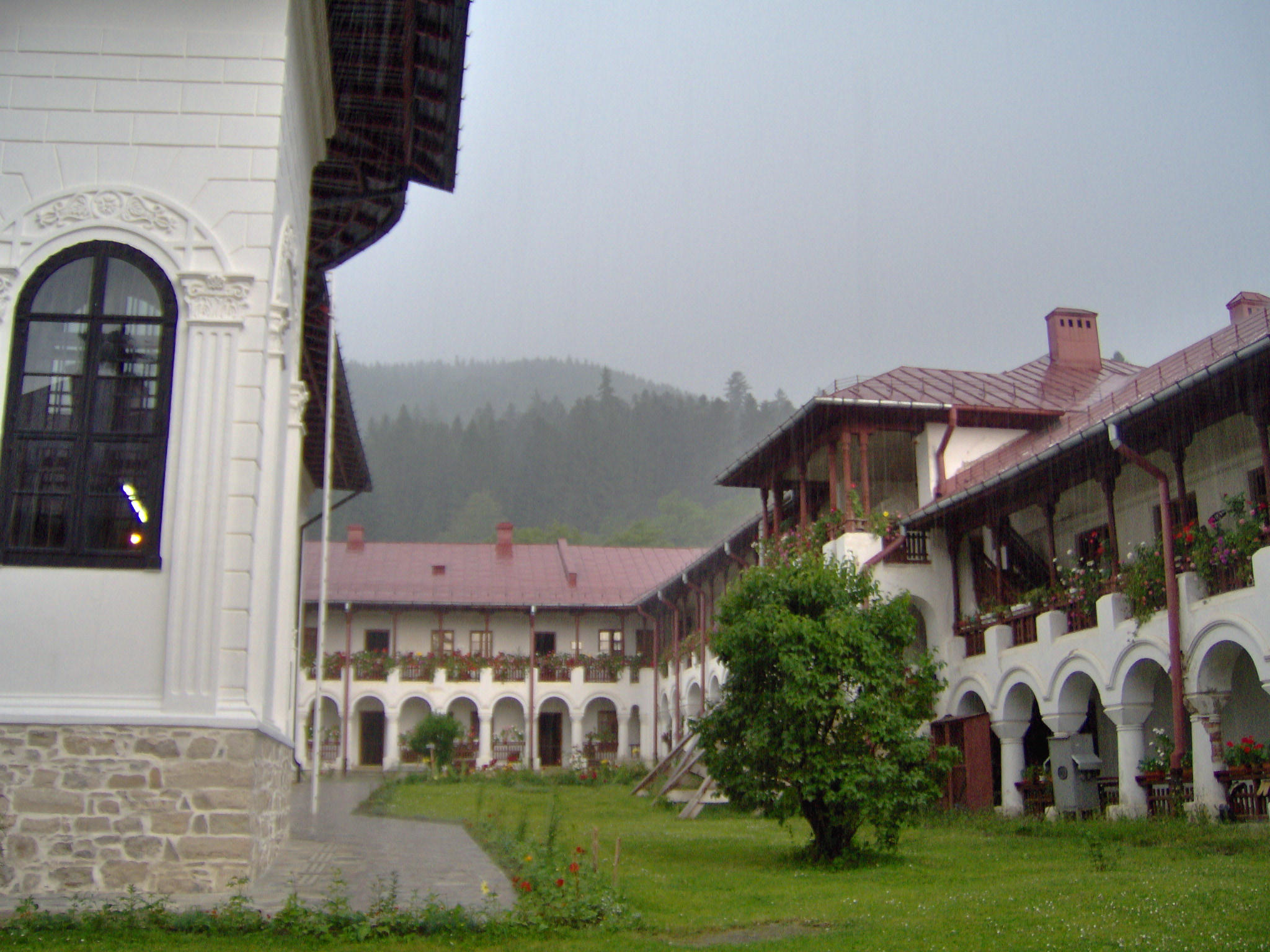
La cour du monastère
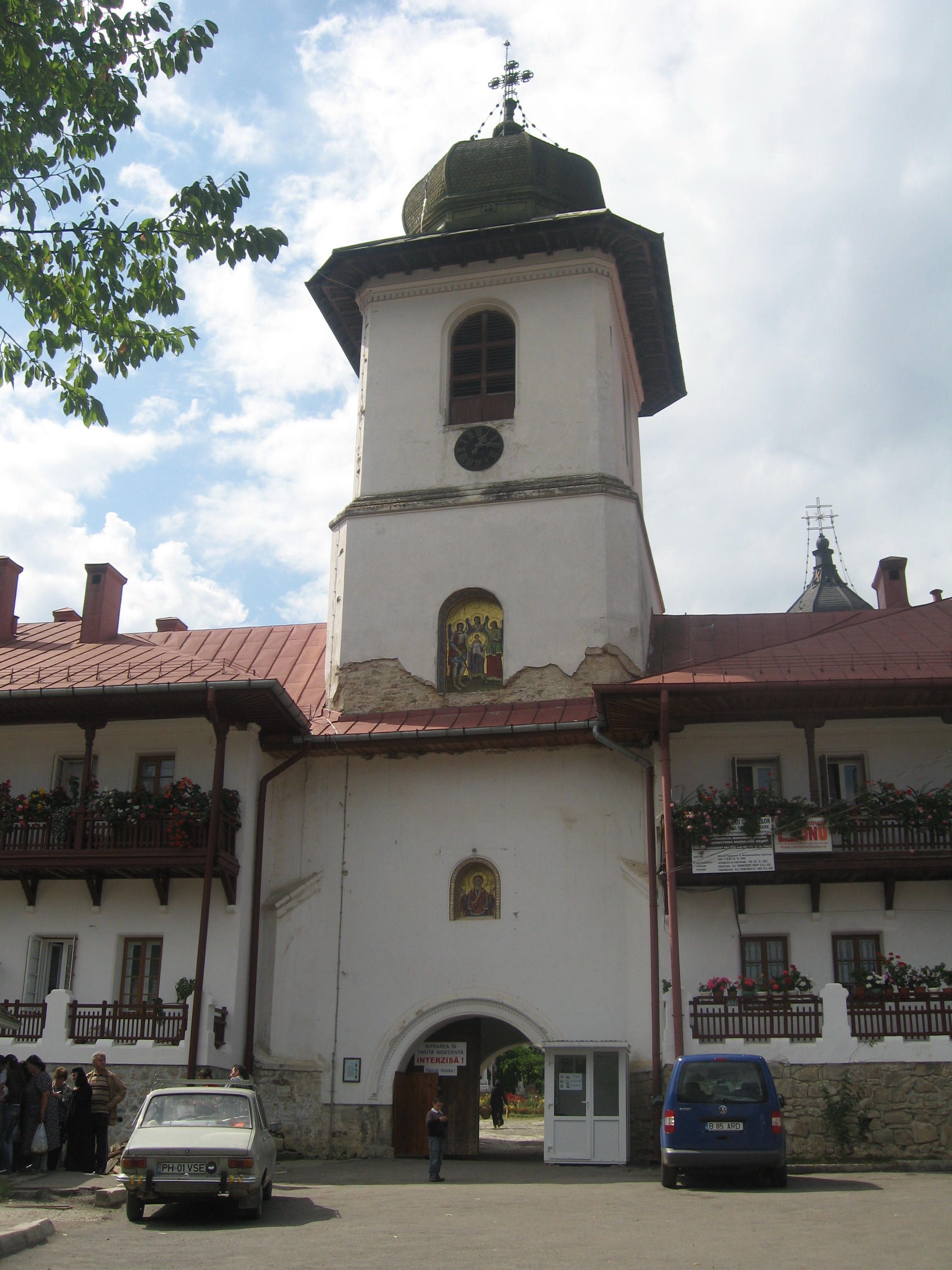
La tour-clocher